# Hôtel d'Ailhaud
L'hôtel d'Ailhaud est un hôtel particulier situé au n° 6 de la rue Mignet, à Aix-en-Provence (France). Il fut bâti non loin de l'hôtel de Valbelle, au numéro 24 de la même rue.

## Historique
L'hôtel fut construit vers le milieu du XVIIIe siècle pour Jean d'Ailhaud, un médecin qui avait fait fortune en commercialisant sa poudre purgative. Mr d'Ailhaud fut ensuite anobli en achetant une charge de secrétaire du roi.

## Architecture
La porte, richement sculptée, est d'origine. Elle est surmontée d'un mascaron à tête de bergère. L'encadrement est à pilastres dédoublés, surmontés de chapiteaux corinthiens.

## Informations complémentaires
Le bâtiment est divisé en résidences privées et n'est pas ouvert à la visite.